# HTC Dream
HTC Dream，研發代號G1，是台灣電子產品廠商宏達電公司所推出的全球首款採用Google Android為作業系統的智慧型手機。擁有側滑動式鍵盤，並内置有多項Google服務，如Google地圖、街景服務、Gmail、YouTube、Android Market等。T-Mobile的客製化版本T-Mobile G1於2008年9月23日发售，而HTC Dream最先由澳大利亞電信業者Optus於2009年2月5日发售。

## 技術規格
- 處理器：Qualcomm MSM7201A ARM11 528MHz (降頻至384MHz)
- 作業系統：Google Android 1.0 (可更新至Android 1.6；加拿大Rogers版可更新至Android 1.5)
- RAM：192MB DDR SDRAM
- ROM：256MB
- 記憶卡：microSD插槽(SDHC compatible)，最大可支持到16GB
- 尺寸：117.7mm X 55.7mm X 17.1mm
- 重量：158g（含電池）
- 螢幕：HVGA 320x480解析度、3.2吋TFT-LCD電容式觸控螢幕
- 相機：3.15百萬畫素，自動對焦
- 網路：GSM/EDGE/WCDMA/HSDPA/HSUPA( 7.2/2 Mbps)
- 藍牙：2.0 with EDR
- GPS：配備GPS及A-GPS
- Wi-Fi：IEEE 802.11 b/g
- 電池：可拆卸式 1150mAh 鋰離子電池

## 外部連結
- HTC Dream 概觀(失效)（页面存档备份，存于）
- HTC Dream 技術規格(失效)（页面存档备份，存于）